# Mammillaria elongata
Espèce
Statut de conservation UICN

 LC  : Préoccupation mineure
Statut CITES
Mammillaria elongata est une plante de la famille des cactées.

## Description
Sa tige est globulaire, plus rarement cylindrique, avec des structures en formes de tubercules qui soutiennent les aiguillons et donnent un aspect "pelote d'épingle". Les fleurs sont très développées, abondantes et persistantes avec une éclosion à la fin du printemps. Elles sont généralement jaunes, parfois roses, et elles se forment autour de l'apex de la plante.

## Culture
Elle apprécie le plein soleil (faire quand même attention au soleil cuisant qui peut causer des brûlures), en plein air, uniquement dans les régions où le climat est doux et l'humidité modérée. Arrosage espacé aussi bien l'été que l'hiver : une fois par mois en été, et quand le substrat est bien sec ; et tous les deux ou trois mois l'hiver, saison durant laquelle il est aussi possible de ne pas l'arroser. La multiplication se fait plutôt par semis ou divisions des pousses.

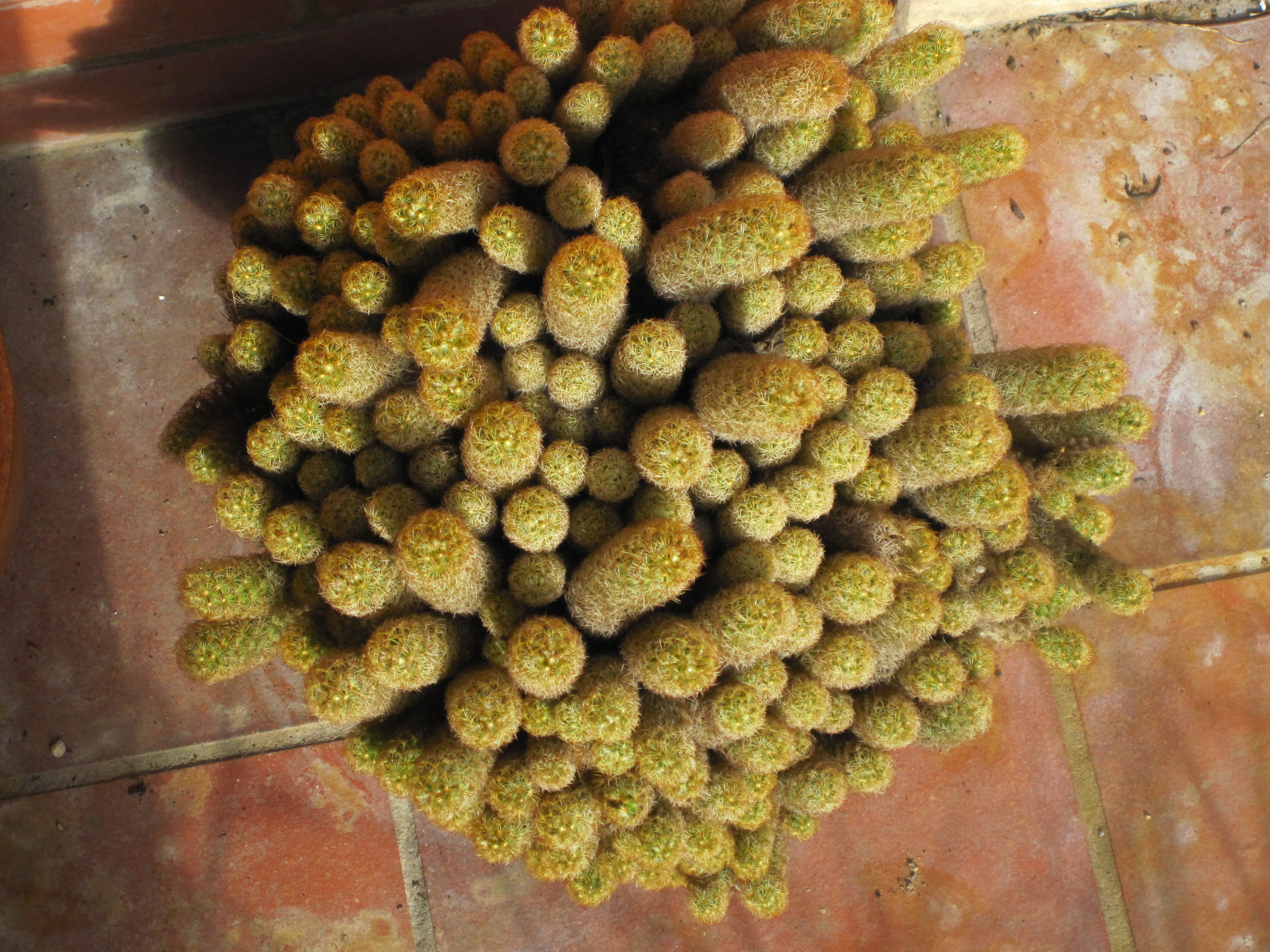
Mammillaria elongata
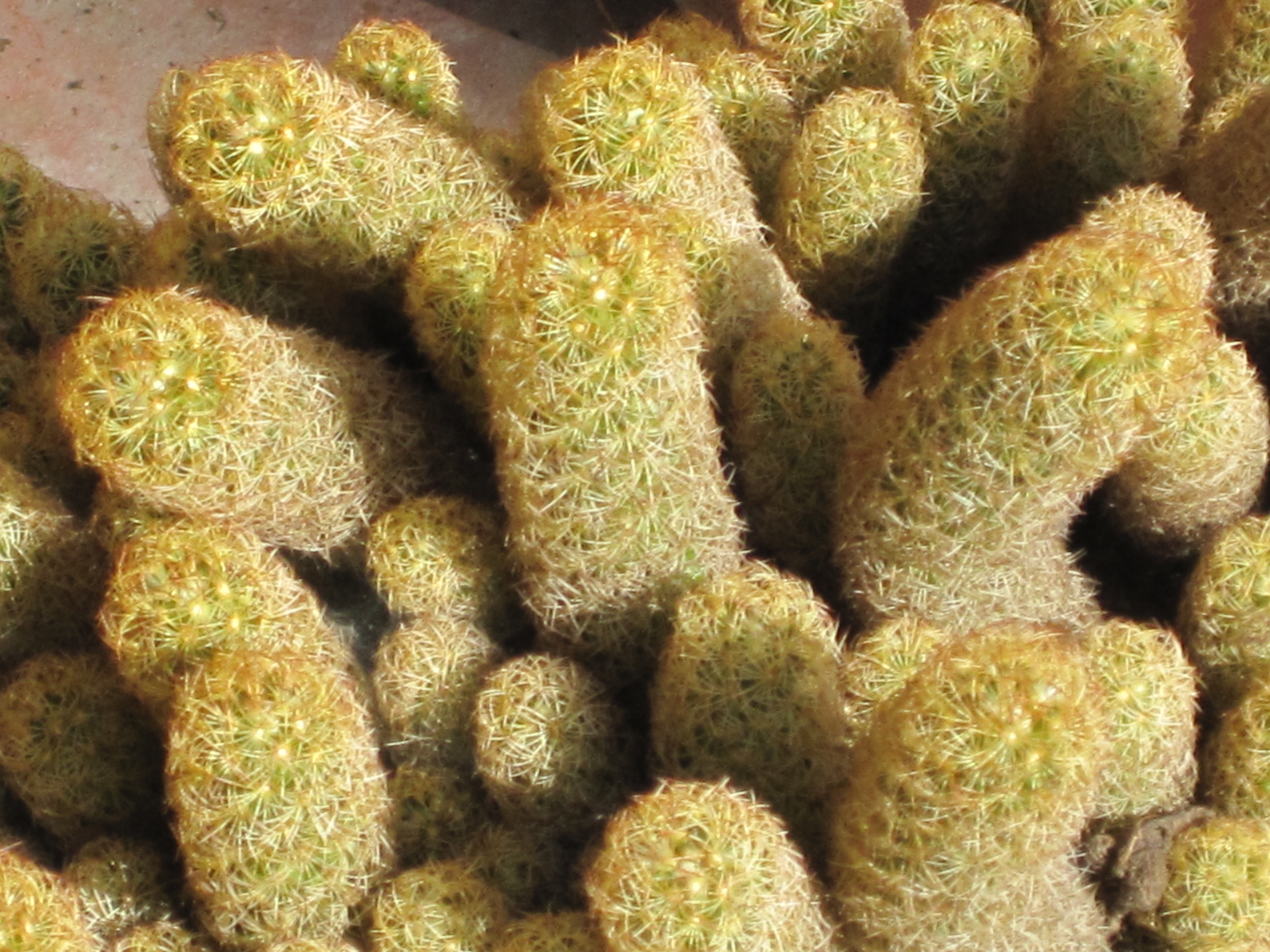
Détail
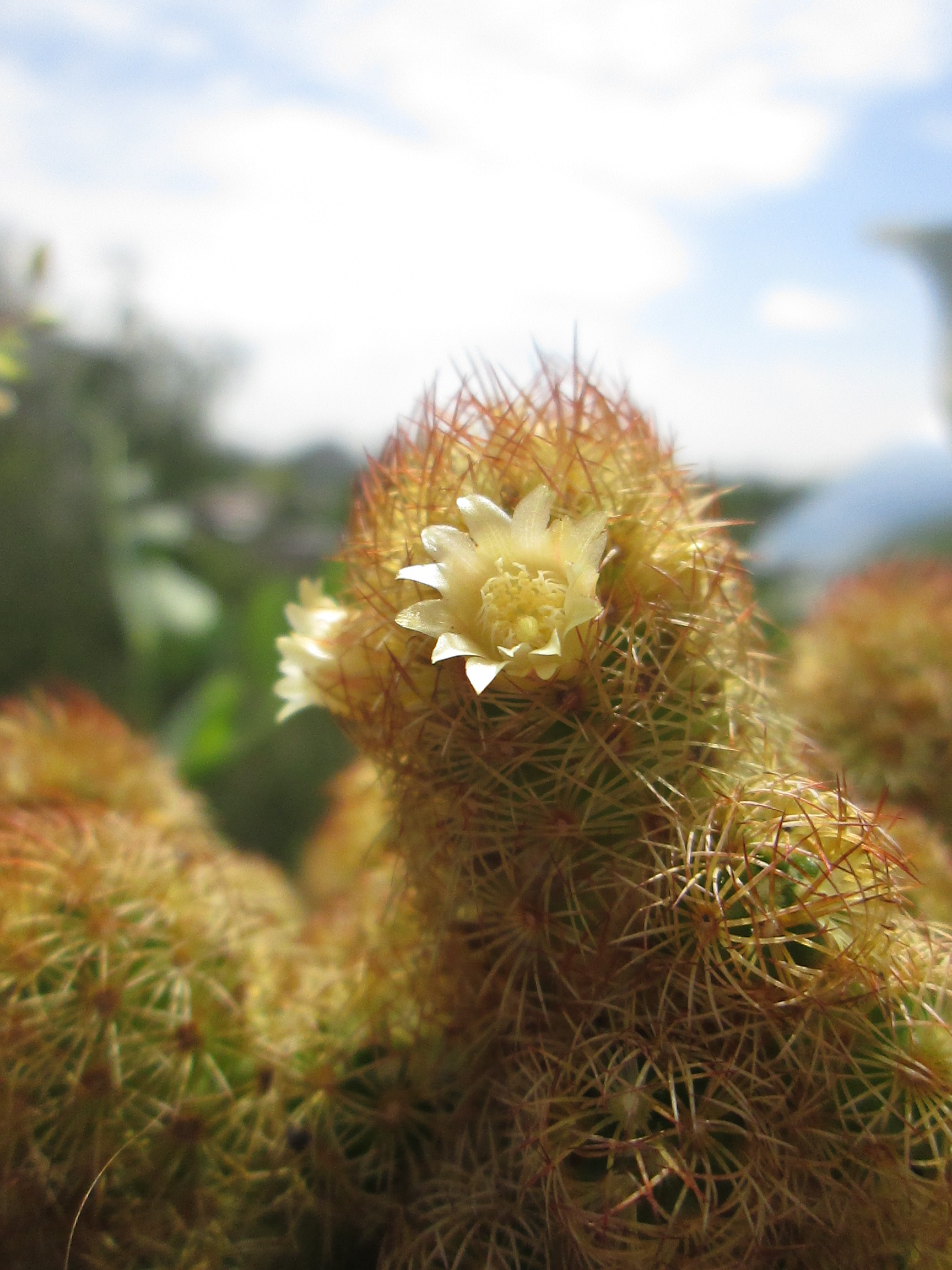
Fleurs
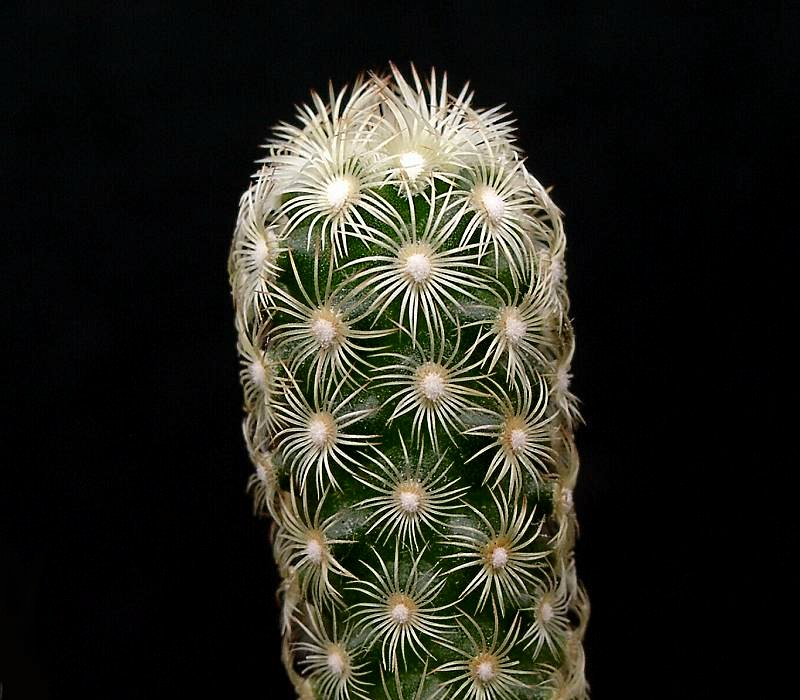
Mammillaria elongata v. stella-aurata
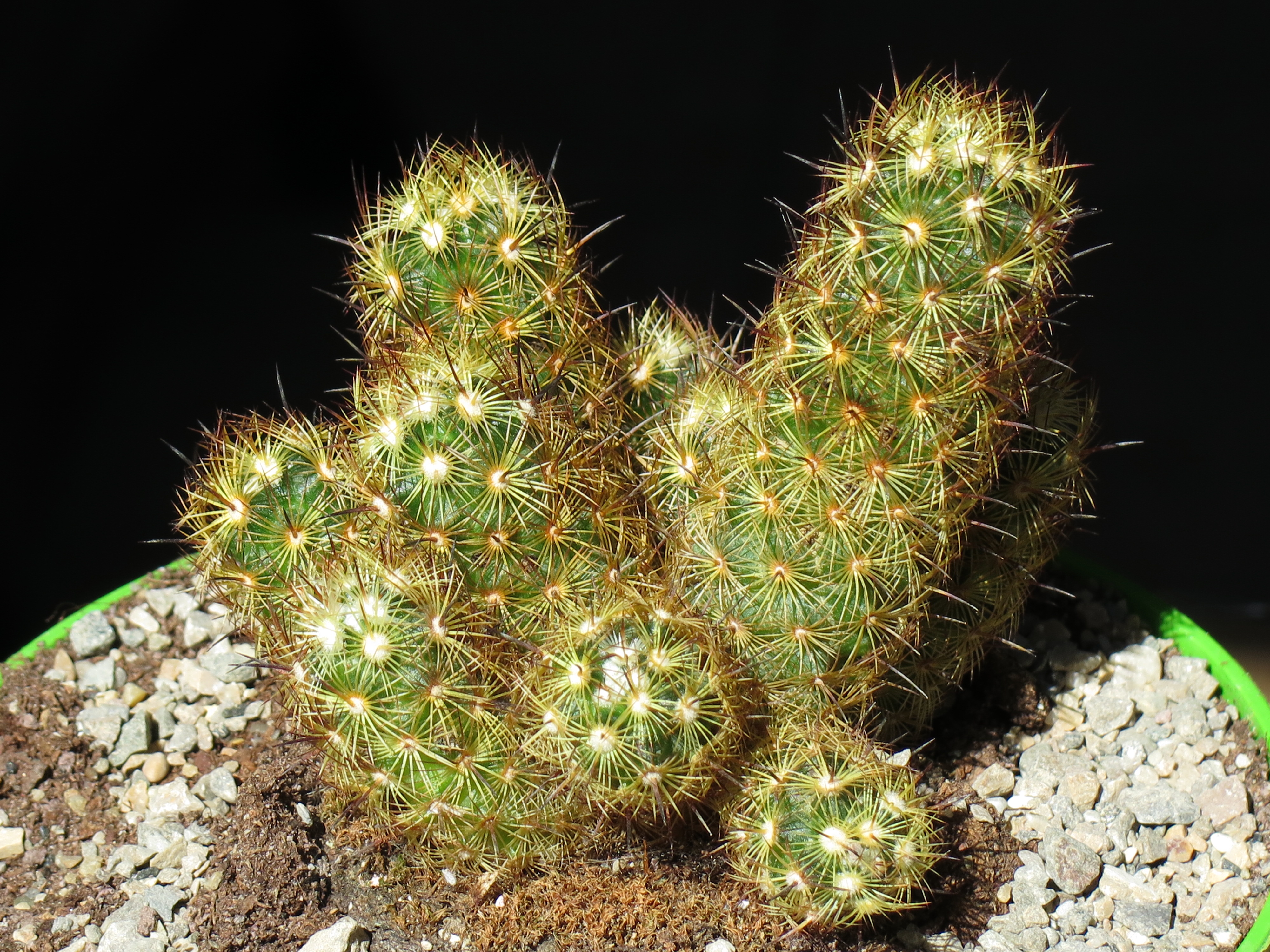
Mammillaria elongata v. anguinea